# Tripp Phillips
Tripp Phillips (Newport News, 26 augustus 1977) is een Amerikaans tennisser.
In 2008 speelde Phillips samen met K.J. Hippensteel op het dubbeltoernooi van Wimbledon, zijn enige grandslamdeelname.